# منیفلد (هندسه)

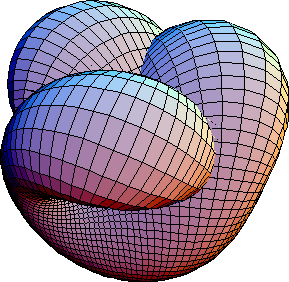
صفحه تصویری حقیقی یک منیفلد دو بعدی است که نمی‌توان آن را در سه بعد جا داد بدون این که خود را قطع کند، در اینجا رویه Boy نشان داده شده‌است.

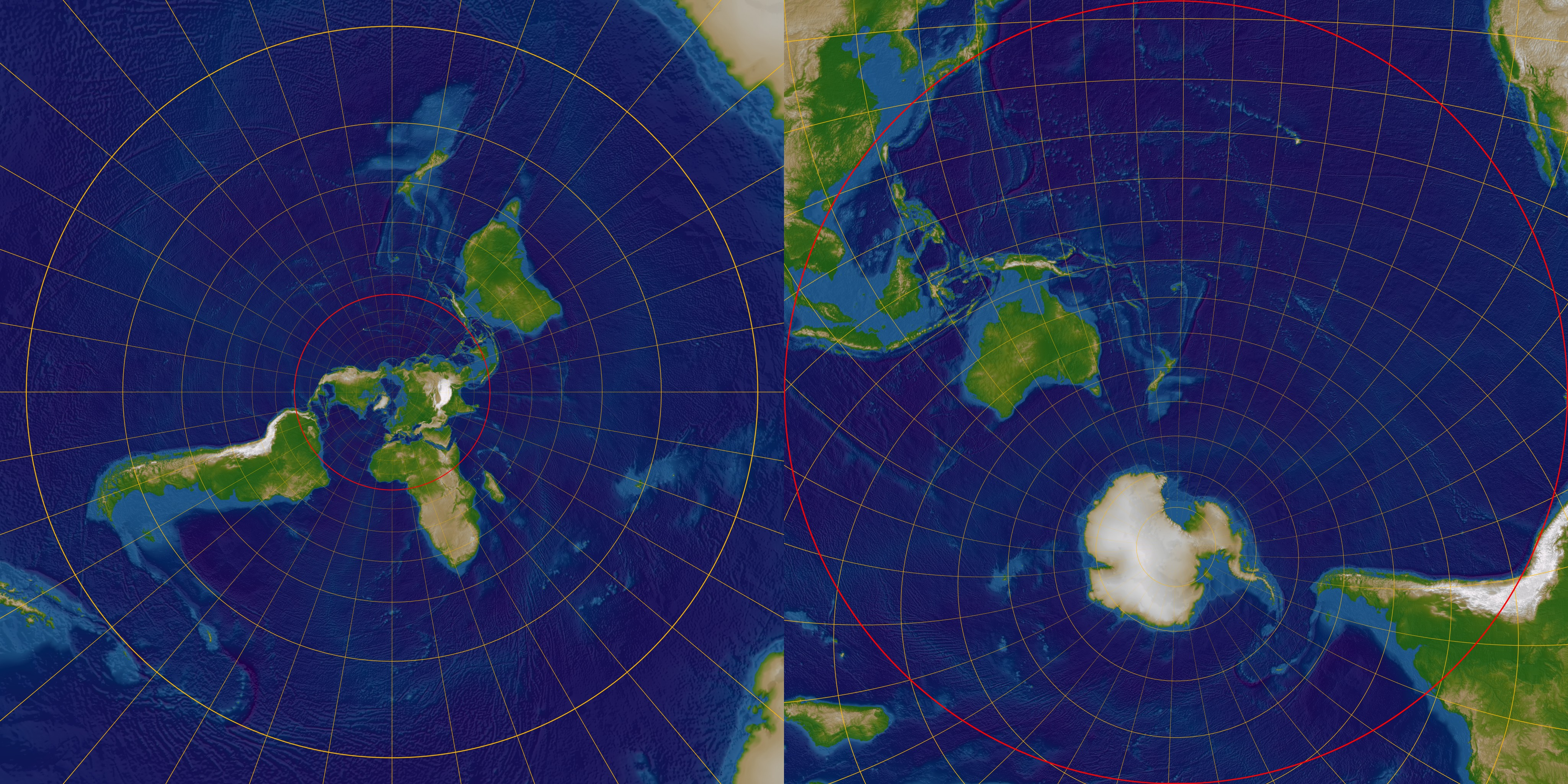
این سطح کره زمین است که نیازمند (حداقل) دو چارت برای دربرگرفتن تمام نقاط آن است. در اینجا کره به دو چارت حول قطب شمال و جنوب تجزیه شده‌است.

خمینه یا منیفلد (انگلیسی: Manifold)؛ فضای توپولوژی است که در هر نقطه به صورت موضعی شبیه فضای اقلیدسی است. به‌طور دقیق تر، هر نقطه از فضای n-بعدی دارای همسایگی هومئومورف با فضای اقلیدسی n بعدی است؛ بنابراین اگر بخواهیم دقیق تر بگوییم یک منیفلد بر اساس توصیف فوق یک n-منیفلد است.
یک منیفلد یک بعدی شامل خطوط و دوایر است، اما شکل عدد هشت انگلیسی منیفلد یک بعدی نیست (چرا که در مرکز عدد هشت انگلیسی دو خم با هم برخورد کرده‌اند و هیچ همسایگی آن با فضای اقلیدسی یک بعدی هومئومورف نیست). منیفلدهای دو بعدی را رویه می‌نامند. به عنوان مثالی از منیفلدهای دو بعدی می‌توان به صفحه، کره، چنبره اشاره کرد که تمام آن‌ها را می‌توان در فضای سه بعدی نشاند (بدون این که از خودشان عبور کنند) اما بطری کلاین و صفحه تصویری حقیقی هم منیفلد دو بعدی هستند که نمی‌توانند برعکس مثال‌های قبلی در فضای سه بعدی بنشینند (immersion) چون در این صورت الزاماً خودشان را قطع خواهند کرد.
گرچه که یک منیفلد به صورت موضعی شباهت به فضای اقلیدسی دارد، یعنی هر نقطه از آن همسایگی ای دارد که با یک زیرمجموعه باز از فضای اقلیدسی هومئومورف است، اما به‌طور سراسری ممکن است با فضای اقلیدسی هومئومورف نباشد. به عنوان مثال، رویه کره با صفحه اقلیدسی هومئومورف نیست، چرا که (علاوه بر خواص دیگر) خاصیت توپولوژیکی سرتاسری فشردگی را داشته در حالی که فضای اقلیدسی متناظر با آن فشرده نیست، اما در یک ناحیه از کره می‌توان بوسیلهٔ نگاشت‌های تصویری چارت‌هایی ساخت بین آن ناحیه از کره و صفحه دو بعدی اقلیدسی. زمانی که یک ناحیه در دو چارت همسایه پدیدار گردند، آن دو نمایش به‌طور دقیق با هم یکی نمی‌شوند و تبدیلی بینشان نیاز است که به آن نگاشت انتقال می‌گویند.
مفهوم منیفلد در بسیاری از بخش‌های هندسه و ریاضی-فیزیک مدرن نقش محوری دارد، چرا که امکان توصیف و فهم ساختارهای پیچیده‌تر را به وسیله خواص توپولوژیکی موضعی ساده‌تر هندسهٔ اقلیدسی را می‌دهد. منیفلدها به‌طور طبیعی در حل مجموعه دستگاه‌های معادلاتی و نمودار توابع ظاهر می‌شوند.
منیفلدها را می‌توان با ساختارهای اضافی مجهز کرد. یک دسته منیفلدهای مهم، منیفلدهای دیفرانسیل پذیر می‌باشند؛ این ساختار دیفرانسیل پذیر امکان انجام حساب دیفرانسیل و انتگرال را بر روی منیفلدها می‌دهد. یک متر ریمانی روی منیفلد امکان می‌دهد تا فواصل و زاویه‌ها را اندازه‌گیری کرد. منیفلدهای سیمپلکتیک به عنوان فضای فازی در فرمالیسم همیلتونی مکانیک کلاسیک عمل می‌کنند، در حالی که منیفلدهای لورنتزی فضازمان را در نسبیت عام مدل می‌کنند.

## مثال‌های انگیزشی
یک رویه، منیفلدی دو بعدی است، به این معنا که به صورت موضعی در همسایگی هر نقطه مشابه یک صفحه اقلیدسی می‌باشد. به عنوان مثال، سطح یک کره را می‌توان به صورت مجموعه ای از نگاشت‌ها (که به آن‌ها چارت می‌گویند) توصیف کرد، که این چارت‌ها به کمک هم دیگر اطلسی را برای آن کره تشکیل می‌دهند. گرچه که هیچ تک نگاشتی کل یک کره را پوشش نمی‌دهد، هر نقطه از کره با حداقل یک چارت پوشش داده می‌شود.
بسیاری از مکان‌های کره در بیش از یک چارت ظاهر می‌شوند. به عنوان مثال، نگاشت آمریکای شمالی احتمالاً بخش‌هایی از آمریکای جنوبی و قطب شمال را شامل می‌شود. این نواحی از کره، توسط چارت‌های جداگانه ای که آن‌ها نیز بخش‌هایی از آمریکای شمالی را در بر می‌گیرند، به‌طور کامل توصیف می‌شوند. نگاشتی بین چارت‌های مجاور وجود دارد که به آن نگاشت گذار می‌گویند. نگاشت گذار امکان چسباندن چارت‌های مختلف را به شکل مناسب می‌دهد، به گونه ای که چارت‌ها با هم سازگاری داشته باشند و کل کره را پوشش دهند.
توصیف چارت‌های مختصاتی روی رویه‌ها، نیازمند دانش توابع دو متغیره است، چرا که این توابع باید ناحیه ای از صفحه را به ناحیه دیگری از صفحه بچسبانند. با این حال، مثال‌های یک بعدی منیفلدها (یا همان خم‌ها) را می‌توان تنها با توابع تک متغیره توصیف کرد.
منیفلدها کاربردهایی در گرافیک رایانه ای و واقعیت افزوده دارند، مثل تعریف کردن مختصات بر روی تصاویر (بافت‌ها) در تصاویر سی تی اسکن. در واقعیت افزوده، یک تصویر (صفحه مماس) را می‌توان به صورت یک شیء مختصات دار دید و با استفاده از سنسورها و تشخیص حرکت و دوران، می‌توان موقعیت تصویر در فضا را تشخیص داد.

### دایره

شکل ۱: چهار چارت، هر کدام بخشی از دایره را روی یک بازه باز می‌نگارند و همه آن‌ها با هم کل دایره را پوشش می‌دهند.

بعد از خط، دایره ساده‌ترین مثال از منیفلدهای توپولوژیک اند. توپولوژی خمیدگی‌ها را در نظر نمی‌گیرد، لذا بین قطعه ای از دایره و قطعه ای از یک خط تفاوتی قائل نمی‌شود. به عنوان مثال، بالای دایره واحد x2 + y2 = ۱ را در نظر بگیرید، آنجا که محور y ها مثبت هستند (این قسمت در شکل ۱ به صورت کمان زرد رنگ نشان داده شده‌است) هر نقطه از این کمان را می‌توان به صورت منحصر به فردی توسط مختصات x آن توصیف کرد؛ لذا، تصویر آن روی اولین محور مختصاتی، نگاشتی پیوسته و معکوس پذیر خواهد بود که کمان بالایی را به بازهٔ باز (۱, ۱-):
{\displaystyle \chi _{\mathrm {top} }(x,y)=x.\,}
چنین توابعی به همراه نواحی بازی که می‌نگارند را چارت گویند. به‌طور مشابه، چارت‌هایی برای قسمت پایین (قرمز)، چپ (آبی) و راست (سبز) دایره وجود دارد:
{\displaystyle {\begin{aligned}\chi _{\mathrm {bottom} }(x,y)&=x\\\chi _{\mathrm {left} }(x,y)&=y\\\chi _{\mathrm {right} }(x,y)&=y.\end{aligned}}}
همه این قسمت‌ها با هم کل دایره را پوشش داده و این چهار چارت یک اطلس را برای دایره تشکیل می‌دهند.
چارت‌های بالایی و سمت راست، به ترتیب {\displaystyle \chi _{\mathrm {top} }} و {\displaystyle \chi _{\mathrm {right} }} در دامنهٔ خود همپوشانی دارند: اشتراک آن‌ها در یک چهارم از دایره قرار داشته، آنجا که مختصات {\displaystyle x} و {\displaystyle y} مثبت هستند. هر کدام از چارت‌های مذکور این بخش را به شکل متفاوتی بر روی بازهٔ {\displaystyle (0,1)} می‌نگارند؛ لذا می‌توان تابع {\displaystyle T:(0,1)\rightarrow (0,1)=\chi _{\mathrm {right} }\circ \chi _{\mathrm {top} }^{-1}} را ساخت، به گونه ای که معکوس {\displaystyle \chi _{\mathrm {top} }} مقادیر هم-دامنهٔ را به دایره برمی‌گرداند، سپس نگاشت {\displaystyle \chi _{\mathrm {right} }} آن قسمت از دایره را به بازه برمی‌گرداند. فرض کنید a یک عدد دلخواه در بازه {\displaystyle (0,1)} باشد:
{\displaystyle {\begin{aligned}T(a)&=\chi _{\mathrm {right} }\left(\chi _{\mathrm {top} }^{-1}\left[a\right]\right)\\&=\chi _{\mathrm {right} }\left(a,{\sqrt {1-a^{2}}}\right)\\&={\sqrt {1-a^{2}}}\end{aligned}}}
چنین تابعی را نگاشت گذار گویند.

شکل ۲: یک منیفلد دایره ای، چارت‌ها در اینجا به صورت خطوط هستند که کل دایره به جز یک نقطه را پوشش می‌دهند.

چارت‌های بالا، پایین، چپ و راست نشان می‌دهند که دایره یک منیفلد است، اما آن‌ها تنها اطلس ممکن را برای دایره تشکیل نمی‌دهند. نیاز نیست چارت‌ها به صورت نگاشت‌های تصویری تعریف شوند و تعداد چارت‌ها نیز تا حدی سلیقه ای می‌باشند. این چارت‌ها را در نظر بگیرید:
{\displaystyle \chi _{\mathrm {minus} }(x,y)=s={\frac {y}{1+x}}}
و
{\displaystyle \chi _{\mathrm {plus} }(x,y)=t={\frac {y}{1-x}}}
در اینجا s شیب خطی است که از نقطه ای به مختصات (x,y) به نقطهٔ ثابت (۱-, ۰) رسم شده‌است؛ t نیز به همین شکل تعریف شده‌است، با این تفاوت که نقطه ثابت آن (۱+, ۰)، نگاشت معکوس از s به نقطهٔ (x, y) به این شکل می‌باشد:
{\displaystyle {\begin{aligned}x&={\frac {1-s^{2}}{1+s^{2}}}\\[5pt]y&={\frac {2s}{1+s^{2}}}\end{aligned}}}
به سادگی می‌توان بررسی کرد که برای تمام مقادیر s معادلهٔ x2 + y2 = ۱ برقرار خواهد بود. این دو چارت اطلس دوم را برای دایره مثال ما فراهم می‌کنند که در آن رابطه بین s و t به این شکل خواهد بود:
{\displaystyle t={\frac {1}{s}}}
هر چارت فاقد یک نقطه می‌باشد، یکی فاقد نقطه (۱-, ۰) برای s، دیگری فاقد نقطه (۱+, ۰) برای t بوده، لذا هیچ‌کدام از چارت‌ها به تنهایی برای پوشش کل دایره کافی نیستند. این نکته که دایره کامل را با یک چارت نمی‌توان پوشش داد قابل اثبات است. به عنوان مثال گرچه که امکان ساخت یک دایره از یک بازه باز با چسباندن و همپوشانی انتهای آن‌ها وجود دارد، اما با این کار یک چارت نساخته‌ایم، چرا که بخشی از دایره همزمان به دو انتهای بازه نگاشته شده و لذا چارت‌ها معکوس پذیر نخواهند بود.